# Деклуазит

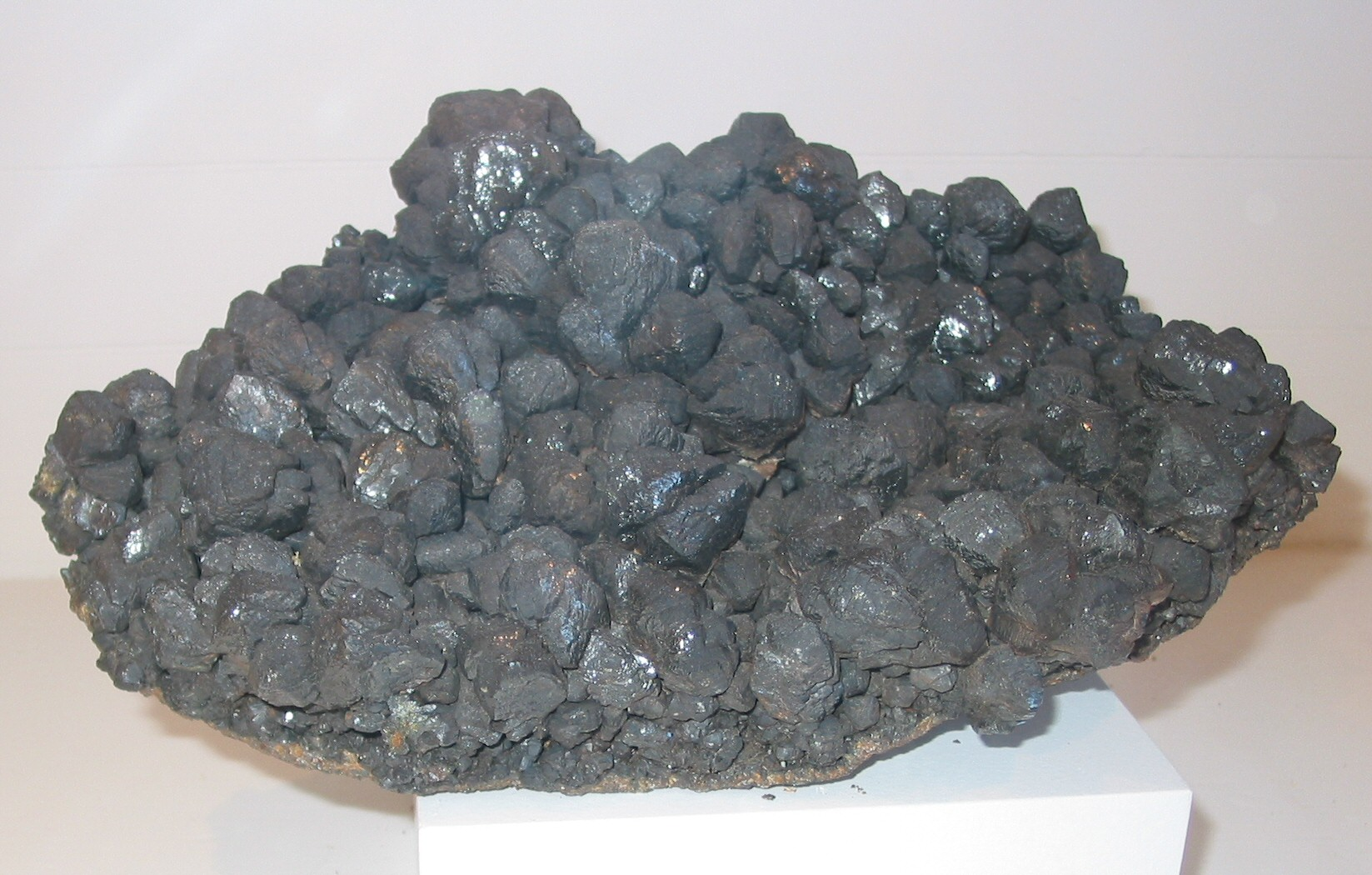
Деклуазит, Намібія

Деклуази́т (рос. деклуазит; англ. descloizite; нім. Descloizit m) — мінерал, гідроксилванадат свинцю та цинку. Група деклуазиту.

## Історія та етимологія
Деклуазит вперше був виявлений в Сьєрра-де-Кордова в центральній аргентинській провінції Кордова. Мінерал був описаний в 1854 році Огюстеном Алексісом Дамуром (1808-1902), який назвав мінерал на честь  французького мінералога Альфреда Деклуазо (1817-1897) професора Паризького університету, Париж, Франція, який вперше описав мінерал для поцінування його внеску в галузі кристалографії.

## Загальний опис
Хімічна формула: 4[Pb Zn(VO4)(OH)]. Zn може заміщуватися Cu.
Містить (%): PbO — 55,47; ZnO — 19,21; CuO — 0,56; V2O5 — 22,76; H2О — 2,19. Домішки: FeO, MnO, P2O5, As2O5, Cl.
Сингонія ромбічна.
Форми виділення: друзи і великі групи кристалів, агрегати.
Твердість 3—3,75. Густина 5,9—6,2. Блиск жирний. Колір червоний, помаранчевий. Світлий, темно-коричневий, чорний. Зелений для мідянистих відмін. Риса жовтувата, коричнювато-червона, коричнева.
Асоціація: мотраміт, ванадиніт, піроморфіт, міметезит, вульфеніт, церусит.
Вторинний мінерал в зоні окиснення рудних родовищ. Руда ванадію.
Знайдений і добувається в Намібії (Берґ-Аукас). Поширений також: «Сьєрра-де-Кордова», провінція Кордова, Аргентина; Лос-Ламентос і Санта-Еулалія, Чіуауа, Мексика. Є у ряді штатів США — Аризона, Нью-Мексико, Невада. Великі кристали знайдені з Берг Аукас, поблизу Гроотфонтейна; в Абенабі; з Цумеба; та в інших місцях в районі Отаві, Намібія. Знахідки відомі в Кабве (Брокен Гілл), Замбія; Руве, Республіка Конго. Крім того, Ірані, Австрії, Словенії, Португалії.
Рідкісний.

## Група деклуазиту
Складається з п'яти мінералів:
- Деклуазит (PbZn2VO4OH)
- Мотраміт (PbCu2VO4OH)
- Сендеклуазит (PbZn2AsO4OH)
- Піробелоніт (PbMn2VO4OH)
- Чехіт (PbFe2VO4OH)